# Einpersonengesellschaft
Die Einpersonengesellschaft (oder Einmanngesellschaft; englisch single member company) ist eine Gesellschaft in der Rechtsform der Kapitalgesellschaft, die aus nur einem Gesellschafter besteht.

## Allgemeines
Im deutschen Gesellschaftsrecht bildet die Einpersonengesellschaft eine Ausnahme, denn zur Gründung einer Gesellschaft wird im Regelfall das Zusammenwirken mehrerer Personen verlangt. Eine Gesellschaft wird nämlich als Personenvereinigung definiert, so dass bereits begrifflich mindestens zwei Personen vorhanden sein müssen. Das Gesellschaftsrecht droht sogar mit Rechtsfolgen, sollte sich die Zahl der Gesellschafter unter eine bestimmte Mindestzahl verringern. Sinkt die Mitgliederzahl beim eingetragenen Verein auf unter drei Personen ab, ist ihm vom Amtsgericht nach § 73 BGB die Rechtsfähigkeit zu entziehen, so dass er auch kein Rechtssubjekt mehr ist. Das gilt auch für die Genossenschaft gemäß § 80 Abs. 1 GenG, wenn die Zahl der Genossen weniger als drei beträgt. Da Personengesellschaften nicht als Einpersonengesellschaften fortbestehen können, wird der Erwerber sämtlicher Anteile einer Personengesellschaft zum Einzelkaufmann.

## Geschichte
Als Motive für die Unternehmensgründung von Einpersonengesellschaften sah man bereits im Jahre 1957 Umgehungsgeschäfte oder den Wunsch nach Haftungsbeschränkung. Entstehungsgrund der Einpersonengesellschaft ist das Bestreben des Unternehmers, die persönliche Haftung zu vermeiden. Die Fachliteratur unterscheidet allein für die Strohmanngründung 12 Falltypen. Das Reichsgericht (RG) erkannte die Einmann-GmbH als Strohmann-Gründung bereits im März 1908 an.
Das vom Mai 1892 stammende GmbH-Gesetz ging jedoch zunächst von mindestens zwei Gründern aus, bis der Regierungsentwurf vom Dezember 1977 ein wirtschaftliches Bedürfnis für Einmanngesellschaften anerkannte. Die Errichtung von Einpersonengesellschaften regelte europaweit bereits seit Dezember 1989 die Richtlinie 89/667/EWG („Einpersonen-GmbH-Richtlinie“), die im Dezember 2009 durch die Richtlinie 2009/102/EG ersetzt wurde. In dieser ist der in Art. 2 Abs. 1 RL 2009/102/EG bereits vorhandene Gesetzesbegriff der Einpersonengesellschaft in eine in allen EU-Mitgliedstaaten geltende einheitliche Terminologie überführt.

## Rechtsfragen
In Deutschland ist die monokorporative Einpersonengesellschaft bei der GmbH und der AG zulässig. Bei der Einpersonengesellschaft liegen die Geschäftsanteile vollständig in der Hand eines einzigen Gesellschafters, der auch Alleingesellschafter genannt wird. Nach § 1 GmbH-Gesetz kann die GmbH auch durch eine Person errichtet werden. Für sie ist nach § 2 Abs. 1a GmbH-Gesetz ein vereinfachtes Gründungsverfahren zulässig, wenn sie höchstens drei Gesellschafter und einen Geschäftsführer hat. Gemäß § 6 Abs. 1 GmbH-Gesetz genügt ein Geschäftsführer, der nach § 6 Abs. 3 GmbH-Gesetz auch Gesellschafter sein darf. Deshalb kann sich der Alleingesellschafter zum alleinigen Geschäftsführer einsetzen. Der Einmann-Gesellschafter ist jederzeit beschlussfähig. Einmann-Gesellschaft ist auch die GmbH & Co. KG, wenn die KG sämtliche Anteile an der GmbH besitzt (so genannte Einheitsgesellschaft).
In § 2 AktG ist geregelt, dass bei der Aktiengesellschaft (AG) auch eine Person alle Aktien allein übernehmen darf. Faktisch liegt bei der AG eine Einmanngesellschaft bereits vor, wenn ein Aktionär die Mehrheit von über 75 % des Grundkapitals auf sich vereinigt, weil er jeden Beschluss in der Hauptversammlung durchbringen oder blockieren kann. Die Unternehmergesellschaft kann ebenfalls Einpersonengesellschaft sein.
Bei den Organen von Einpersonengesellschaften (Vorstand und Hauptversammlung bei der AG, Geschäftsführung und Gesellschafterversammlung bei der GmbH) handelt es sich, sofern sie nur mit einer natürlichen Person als Organwalter besetzt sind, um Einzelorgane. Der einzige Gesellschafter übt die Befugnisse der Gesellschafter- oder Hauptversammlung allein aus und/oder ist einziges Vorstandsmitglied. Monokratischen Einzelorganen fehlen das im Gesellschaftsrecht wichtige Vier-Augen-Prinzip und das Demokratieprinzip.

## Wirtschaftliche Bedeutung
Die Einpersonengesellschaft kann bei Unternehmensgründung entstehen oder bei Mehrpersonengesellschaften durch Austritt der Gesellschafter, bis nur einer übrigbleibt. Etwa 40 % aller deutschen Kapitalgesellschaften dürften Einmanngesellschaften sein, bei den GmbHs ist ein gleichhoher Anteil vertreten. In Österreich waren 2012 lediglich 29 % aller bestehenden AGs Einpersonengesellschaften.
Die Einpersonengesellschaft ist rechtlich vom Einzelkaufmann streng zu unterscheiden. Nach dem Trennungsprinzip besteht bei der Einpersonengesellschaft eine klare Trennung zwischen Gesellschaft und Gesellschafter, der für die Gesellschaftsschulden im Gegensatz zum Einzelkaufmann nicht mit seinem Privatvermögen haftet. Diese Haftungsbeschränkung und die Einzelorgane machen die Einpersonengesellschaft bereits alleine wegen des fehlenden Vieraugen-Prinzips missbrauchsanfällig. Ein Missbrauch liegt im Rahmen der deutschen Konzernhaftung dann vor, „wenn die Gesellschaft infolge der im Konzerninteresse ausgeübten Einwirkungen ihren Verbindlichkeiten nicht nachkommen kann“.

## International
In Österreich ist seit 1996 die Einpersonen-GmbH (§ 1 Abs. 1 GmbHG) und die Einpersonen-AG (§ 35 AktG) zulässig. In der Schweiz sieht Art. 775 OR vor, dass eine GmbH durch eine oder mehrere natürliche oder juristische Personen oder andere Handelsgesellschaften gegründet werden kann.
Bereits durch die Richtlinie 89/667/EWG dürfen in allen EU-Mitgliedstaaten die mit der deutschen GmbH vergleichbaren Rechtsformen auch als Einpersonengesellschaften geführt werden. Für die Einpersonengesellschaft wurde europaweit die Bezeichnung Societas Unius Personae (SUP) eingeführt, sie ist eine harmonisierte Einpersonengesellschaft mit beschränkter Haftung. Das ist in Frankreich die SARL (französisch Société à responsibilité limitée), in Spanien die SRL (spanisch Sociedad de responsibilidad limitada), in Italien die Srl (italienisch Società à responsabilità limitata) oder in den Niederlanden die B.V. (niederländisch Besloten vennootschap met beperkte aansprakelijkheid).

## Abgrenzung
Der Begriff Einpersonengesellschaft soll verdeutlichen, dass gesellschaftsrechtlich lediglich eine Person involviert ist. Der Wortbestandteil Personengesellschaft darf deshalb nicht dahingehend missverstanden werden, dass es sich um eine Nicht-Kapitalgesellschaft aus mindestens zwei natürlichen und/oder juristischen Personen handele; die Einpersonengesellschaft ist eine Kapitalgesellschaft. Außerdem ist sie von der gesellschafterlosen Kapitalgesellschaft wie der Kein-Mann-GmbH zu unterscheiden, deren Geschäftsanteile der GmbH selbst gehören.